# Sisák Imre János
Sisák Imre János (Pásztó, 1960. április 8. –) magyar politikus, polgármester, országgyűlési képviselő.

## Életpályája

### Iskolái
Gyermekkorát Taron töltötte; itt végezte el az általános iskolát. Középiskolai tanulmányait a Salgótarjáni Közgazdasági és Kereskedelmi Szakközépiskola számviteli szakán végezte el; 1978-ban érettségizett. 1980–1984 között az Államigazgatási Főiskola hallgatója volt.

### Pályafutása
1978–1979 között a Bátonyterenyei Nagyközségi Közös Tanács gyakornoka volt. 1979-ben a Pásztói Nagyközségi Közös Tanács gyakornoka volt. 1979–1980 között a Pásztói Járási Hivatal gyakornoka volt. 1981–1985 között a Pásztói Nagyközségi Közös Tanács munkatársa volt. 1986–1991 között a Pásztói Városi Tanács osztályvezetője volt. 1991–1998 között Mátraszőlősön jegyzőként dolgozott. 1992–2014 között a Magyar Tűzoltó Szövetség alelnöke volt. 1999-ben a Jeruzsálemi Szent Sír Lovagrend tagja lett. 2015–2020 között a Kárpát Medencei Tűzoltó Együttműködés Állandó Bizottsága elnöke volt.

### Politikai pályafutása
1994-től pásztói önkormányzati képviselő. 1994–1998 között a Pénzügyi Bizottság elnöke volt. 1998–2014 között Pásztó (1998–2002: Független; 2002–2006: Fidesz-MDF-MKDSZ; 2006–2010: Fidesz-KDNP-MDF-Nemzeti Kör; 2010–2014: Független) polgármestere volt. 2002-től a Nógrád Megyei Közgyűlés tagja (MDF-KDNP-MDNP; 2006-tól: MDF). 2002–2004 között az Egészségügyi bizottság, a Területfejlesztési bizottság és a Közigazgatás-fejlesztési albizottság tagja volt. 2002–2006 között országgyűlési képviselő (Nógrád megye; MDF) volt. 2002–2006 között több alkalommal volt az MDF frakcióvezető-helyettese. 2004-ben európai parlamenti képviselőjelölt volt. 2003-ban a "Parlagfűmentes Magyarországért" eseti bizottság tagja volt. 2004–2006 között a Költségvetési és pénzügyi bizottság, a Szociális és családügyi bizottság és a Számvevőszéki bizottság tagja volt. 2006-ban országgyűlési képviselőjelölt volt.

## Családja
Szülei Sisák Imre és Becze Margit voltak. 1981-ben házasságot kötött Juhász Évával. Öt gyermeke született: Nikoletta, Adrienn, Dóra, Patrícia, Máté.

## Díjai
- Szent Flórián-emlékérem (2015)[3]